# Hoyenella
Hoyenella es un género de foraminífero bentónico de la subfamilia Cornuspirinae, de la familia Cornuspiridae, de la superfamilia Cornuspiroidea, del suborden Miliolina y del orden Miliolida. Su especie tipo es Glomospira sinensis. Su rango cronoestratigráfico abarcaba desde el Sakmariense (Pérmico inferior) hasta el Triásico.

## Clasificación
Hoyenella incluye a las siguientes especies:
- Hoyenella ammodisciformis †
- Hoyenella amplificata †
- Hoyenella asimmetricus †
- Hoyenella bipartitus †
- Hoyenella facilis †
- Hoyenella fatrica †
- Hoyenella hemigordiformis †
- Hoyenella hoae †
- Hoyenella hubiensis †
- Hoyenella inconstans †
- Hoyenella kamaensis †
- Hoyenella lampangensis †
- Hoyenella laxa †
- Hoyenella minima †
- Hoyenella nyei †
- Hoyenella paucispira †
- Hoyenella shengi †
- Hoyenella sinensis †
- Hoyenella spirollinoformis †
- Hoyenella succinta †
- Hoyenella triphonensis †
- Hoyenella vulgaris †